# Ricciolo d'Italia

Il Ricciolo d'Italia, in rosso

Il ricciolo d'Italia è una particolare sezione del confine tra la Città del Vaticano e l'Italia dalla caratteristica forma a ricciolo, di esigue dimensioni (inferiori a 105 m²) e con un'ampiezza massima di soli 3 metri, nata l'11 febbraio 1929 con la sottoscrizione dei Patti Lateranensi, entrati in vigore il 7 giugno successivo a seguito della contestuale pubblicazione delle ratifiche sulla Gazzetta Ufficiale del Regno d'Italia e sugli Acta Apostolicae Sedis.

## Storia
L'articolo 3 dei Patti Lateranensi stabilisce genericamente che "I confini di detta Città [del Vaticano] sono indicati nella Pianta che costituisce l'Allegato I° del presente Trattato, del quale forma parte integrante." Il medesimo articolo stabilisce altresì che, quando la Santa Sede intenda celebrare particolari funzioni in piazza San Pietro, le autorità italiane devono ritirarsi al di là delle linee esterne del colonnato berniniano e del loro prolungamento. L'articolo 15 del trattato conferma che nelle zone adiacenti al colonnato non si estende l'extraterritorialità.
La mappa in scala 1:5000 allegata ai Patti Lateranensi, sottoscritta da Benito Mussolini e dal cardinale Pietro Gasparri, non è particolarmente dettagliata e in alcuni punti vi sono piccole differenze tra la cartografia pubblicata dalla Gazzetta ufficiale e dagli Acta Apostolicae Sedis.
Per tale motivo, mancando una descrizione puntuale dei confini, venne costituita una commissione bilaterale italo-vaticana per verificare in maniera precisa i limiti tra i due stati; tuttavia dopo tre anni di lavori le conclusioni a cui si giunse nel 1932 non vennero più ratificate. Poiché tale commissione aveva solo uno scopo consultivo, il governo italiano non riconobbe alcuna rilevanza giuridica a questa controversia. Peraltro, in alcuni casi si sono poi consolidate le consuetudini nel corso del tempo, tanto che - di fatto - è lo Stato del Vaticano ad amministrare questo territorio.
In passato il Comune di Roma Capitale ha considerato l'area come di pertinenza vaticana, omettendo perciò di rilasciare la licenza all'edicola situata a fianco della Porta Angelica. Il ricciolo, tuttavia, risulta incluso nella mappa georeferenziata dei confini comunali, ma non nella mappa catastale.

## Descrizione

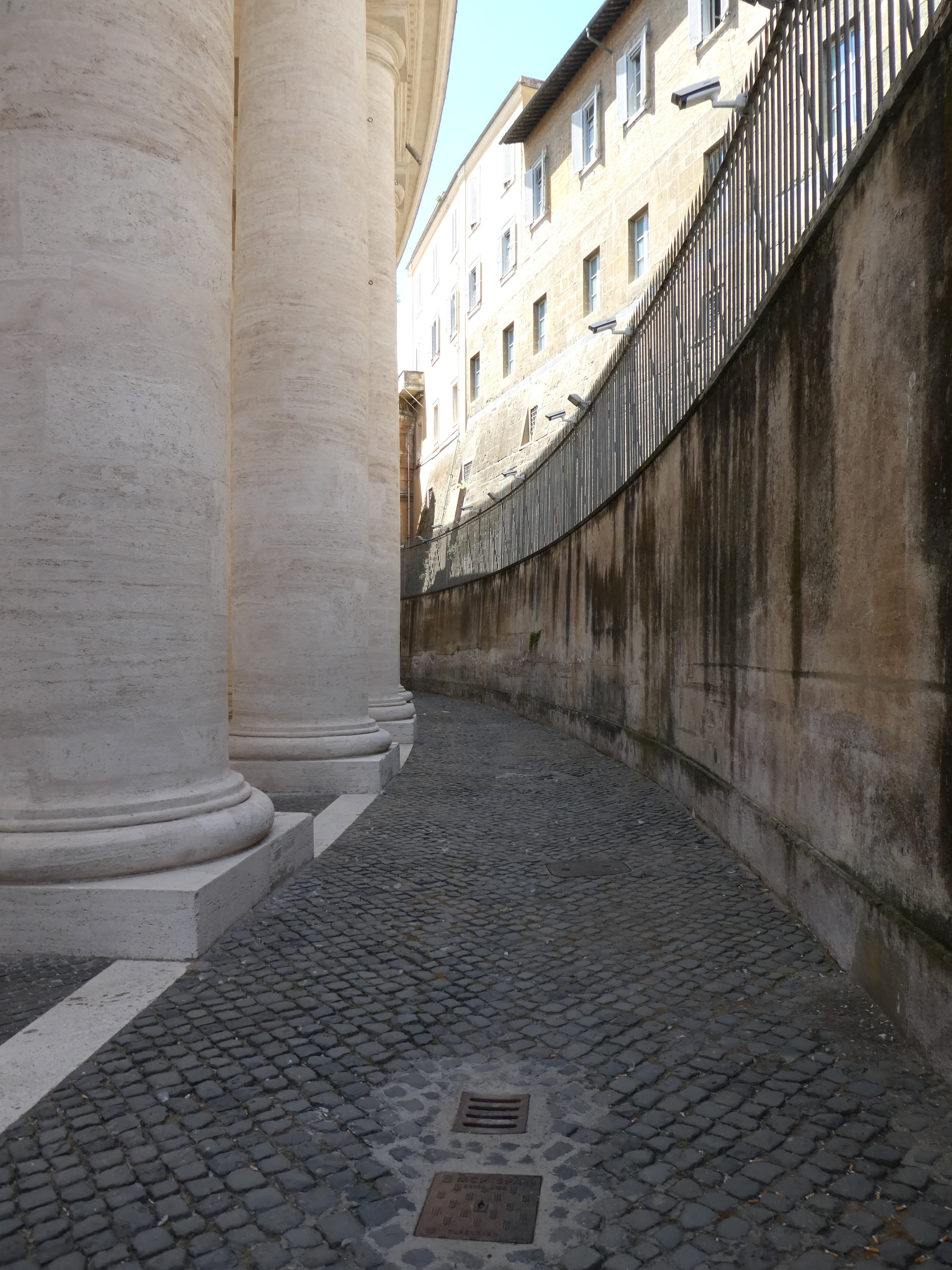
Il ricciolo d'Italia è largo circa tre metri

Il ricciolo d'Italia si origina nei pressi della Porta Angelica sul confine che segue le mura leonine fino a poco prima del colonnato berniniano di piazza San Pietro, dove una piccola parte di territorio italiano si insinua nel territorio del Vaticano, separandolo in due parti, proprio dietro il braccio destro del colonnato stesso.
La linea esatta è segnata sul suolo da una linea curva in travertino. L'ampiezza è ridottissima (soli 3 metri) a fronte di una lunghezza di circa 70 metri, il tutto a forma semicircolare. La punta estrema è nei pressi del Palazzo Apostolico.
Questo lembo di suolo italiano è considerato erroneamente, sia per l'incongruità della situazione che per motivi pratici, parte del territorio vaticano. Anche le forze di polizia italiane e le guardie svizzere che vi stazionano considerano quella striscia appartenente al Vaticano. Il ricciolo è liberamente accessibile solo nella parte iniziale non transennata.
Sul ricciolo d'Italia si affacciano, da est a ovest, diversi edifici e/o costruzioni la cui vista è limitata dall'estrema vicinanza al colonnato di San Pietro: la chiesa dei Santi Martino e Sebastiano degli Svizzeri, la porta San Pellegrino, le poste vaticane e il palazzo Apostolico.
Le cartine più aggiornate e corrette del piccolo Stato riportano questa strana situazione di confini statali, mentre quelle per i turisti, o le mappe enciclopediche, sorvolano su questo particolare.